# ベルベル城
ベルベル城（カタロニア語：Castell de Bellver）は、スペイン バレアレス諸島 マヨルカ島にあるパルマの中心から西に3km離れた丘にあるゴシック様式の城。 マヨルカのジャウメ2世のために14世紀に建てられたもので、ヨーロッパの数少ない円形城のひとつ。 最初はマヨルカ王の居城として作られ、その後18 - 20世紀中に軍用刑務所として長く使用されたが、現在は民間人の管理下にあり、島の主要観光スポットの1つである。 市の歴史博物館としての一面もある。

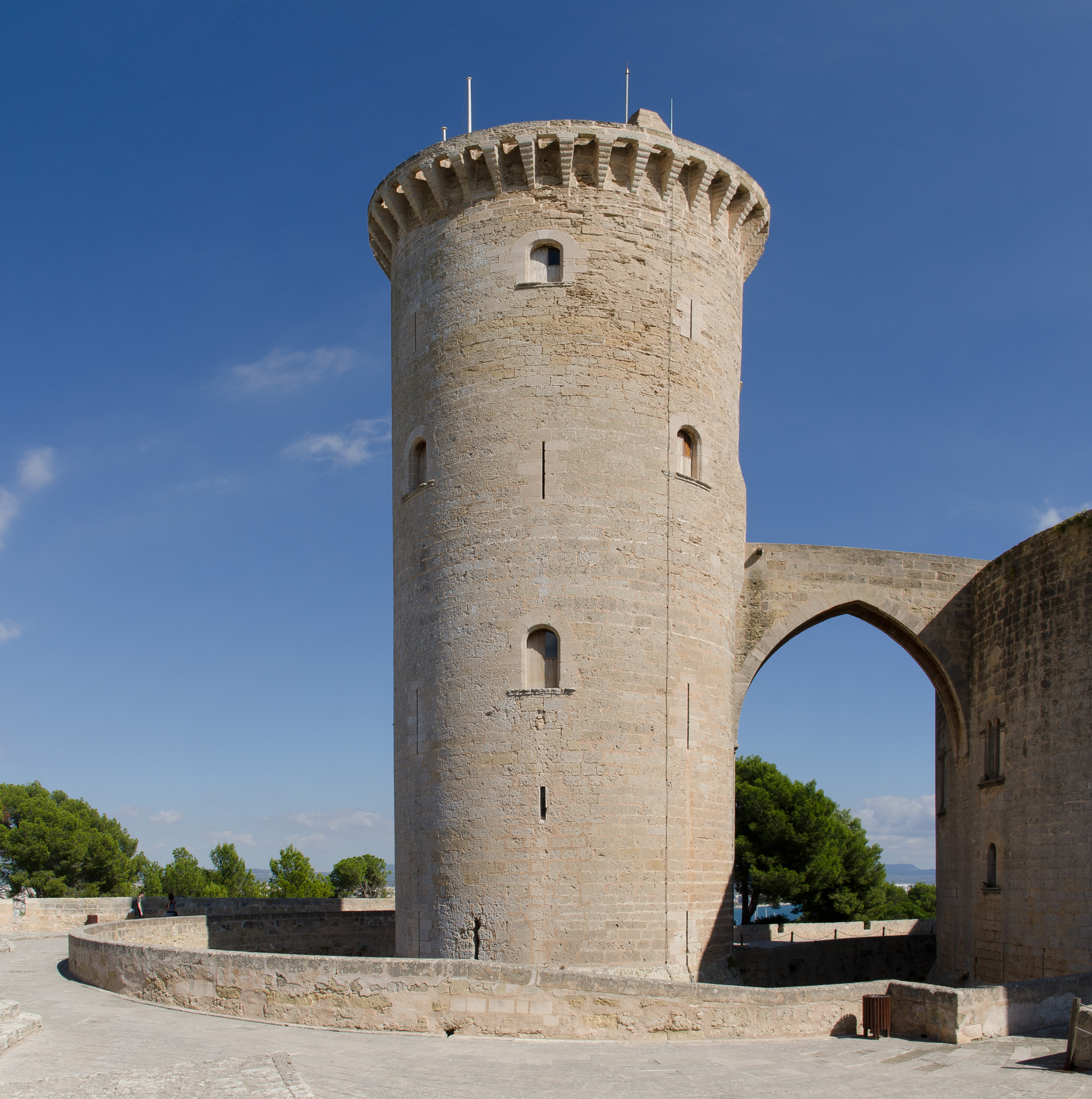
ベルベル城の塔

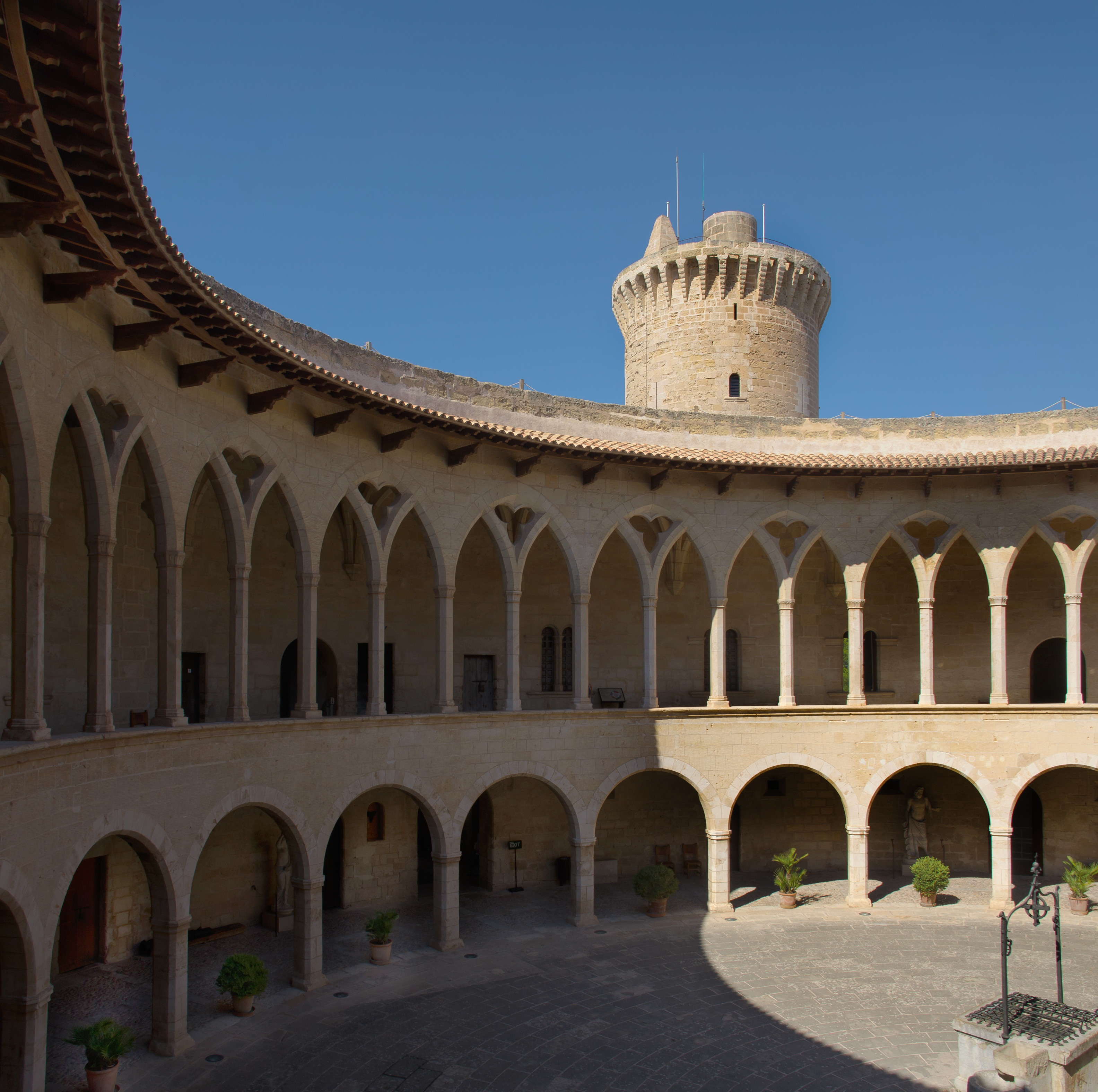
ベルベル城

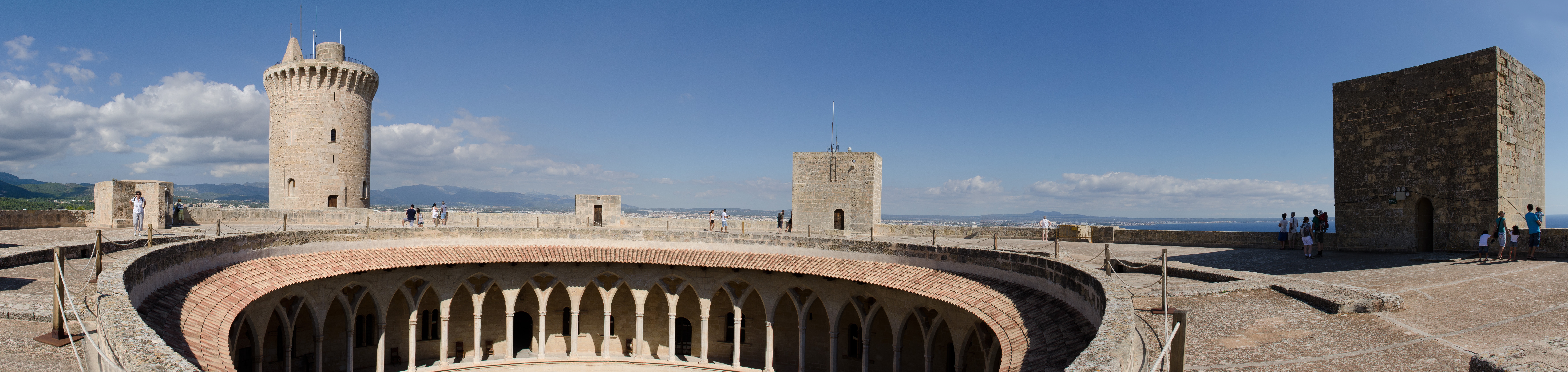
城テラス